# Ihar Hryščuk
Ihar Aljaksandravič Hryščuk (in bielorusso Ігар Аляксандравіч Грышчук?; Minsk, 9 giugno 1964) è un ex cestista e allenatore di pallacanestro bielorusso con cittadinanza polacca.

## Palmarès

### Giocatore
- Coppa di Polonia: 2

Anwil Włocławek: 1995, 1996